# Trevor Fehrman
Trevor Gregory Fehrman (14 de julio de 1981 en South St. Paul, Minnesota) es un actor y escritor estadounidense.

## Carrera
Trevor es reconocido por su papel en la película Clerks II del director Kevin Smith, en la que interpreta a Elias Grover, ayudante de Dante y Randal en la cadena de comidas rápidas Mooby's. Fehrman también aparece en la película Now You Know, escrita y dirigida por Jeff Anderson, actor que interpreta a Randal Graves en la mencionada Clerks II.
Fehrman tiene una relación sentimental con la actriz Renee Humphrey desde 2006.

## Filmografía

### Cine
- In My Life (2002 - TV)
- Cheats (2002) - Handsome Davis
- Now You Know (2002) - Biscuit
- Clerks II (2006) - Elias Grover
- Clerks III (2022) - Elias Grover

### Televisión
- Encore! Encore! (1998–1999, 3 episodioss) - Michael Pinoni
- Odd Man Out (1999 - 13 episodios) - Keith Carlson